# 후닝 고속철도
후닝 고속철도(중국어: 沪宁高速铁路, 또는 중국어: 沪宁城际铁路)는 중국 상하이시와 장쑤성 난징시간을 연결하는 고속철도 노선이다. 2008년 7월 착공 당시 후닝 성제철로(沪宁城际铁路)로 불리다가, 2010년 7월 1일 개통한 뒤 개명했다. 후닝 고속철도는 징후 고속철도의 후닝 구간, 후닝 철로와 병행하여 같은 여객 수요 지역을 포함하지만, 징후 고속철도보다 선로 규격이 낮다.

## 역사

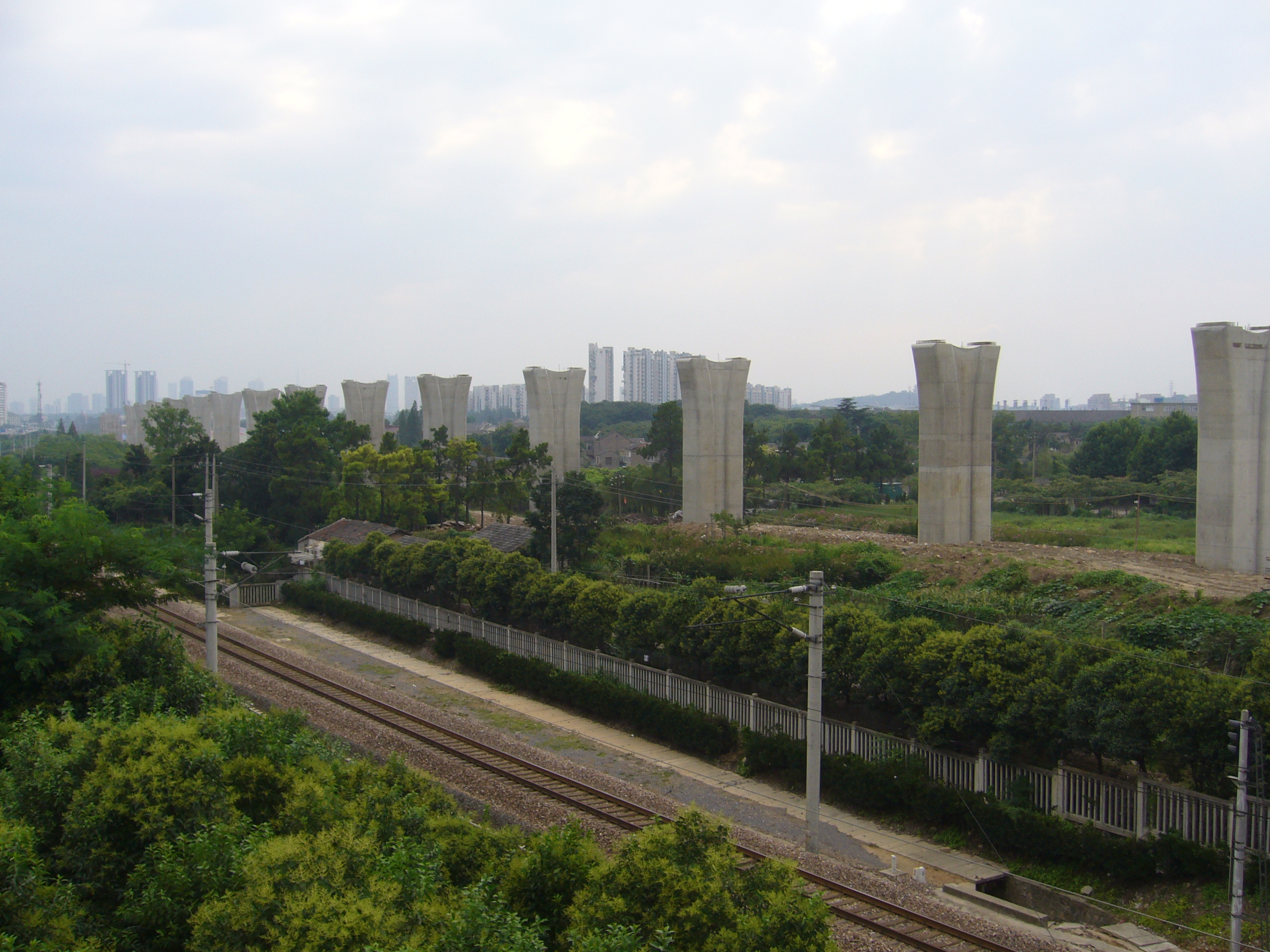
후닝 고속선 건설중인 모습

후닝 고속철도는 장강 삼각주 지역의 도시간 궤도교통망 계획의 중요한 구성 부분으로, 2005년 중국 국무원의 승인을 받았다. 이에 따라 후닝 고속철도는 후항 여객전용선(沪杭客运专线), 닝항 여객전용선(宁杭客运专线) 등과 함께 후닝항 고속교통권을 구축할 계획이었다.후닝 고속철도는 2008년 6월 28일 입찰되었고, 7월 1일 기공식을 가졌다. 당시에는 2009년 12월 완공을 목표로 했다.공사 투자 총액은 394억 5000만 위안이다.
상하이시 32km, 장쑤성 268km 구간에 걸친 약 300km의 고속철 노선으로, 기본적으로 징후선의 난징-상하이 구간과 나란히 배선되어, 31개 역 가운데 10개 역이 예비되어 있다. 원래 설계는 250km/h로, 대형역 직통(250km/h, 80분)과 전역정차(160km/h, 171분) 두 종류의 열차를 운행한다. 공사기간 동안 3번의 중대한 변경이 발생했으며, 첫 번째는 보형의 변경이고, 두 번째는 자갈도상 궤도에서 콘크리트 도상 궤도로 변경이며, 세 번째는 2008년 11월 11일에 본선 간격이 4.6m에서 4.8m로 조정되며, 설계 속도는 초기 운행 300km/h에서, 장거리 350km/h까지 속도를 높였다.2010년 3월 10일, 난징과 상하이 간의 1시간 통달을 보장하기 위해 후닝 고속철도의 설계속도를 300km/h에서 350km/h로 높였다.
철도경영회는 “후닝 성제철로 주식회사”에 맡기고, 철도부 상하이철도국, 장쑤성 및 상하이시 정부가 공동으로 구성한다.
상하이 철로국은 2010년 6월 24일에, 7월 1일부터 운영을 시작하는 후닝 고속철도 운행도 및 운임 방안을 발표했으며, 후닝 고속철도 승차권은 2010년 6월 25일 오전 8시부터 정식 판매하기로 확정했다.

## 철도역
총 34개 역이 있는데, 이 중 21개 역이 먼저 건설되었고, 10개 역(3개의 과선(跨线)역)이 예비되어있다. 서쪽에서 동쪽 순으로 다음 역이 있다.: 난징 남(과선), 난징, 쯔진산 동(과선, 무기한 영업중단), 샨린, 치샤(예비), 바오화산, 샤수(예비), 가오쯔 남(예비), 전장, 단투, 단양, 링커우(예비), 뤼청(예비), 번뉴 동(예비), 신자 동(예비), 창저우, 치수옌, 헝린(예비), 후이산, 우시,  우시신구, 왕팅 동(예비), 쑤저우신구, 쑤저우, 쑤저우 원구, 웨이팅 서(예비), 양청후, 쿤산 남, 화차오, 안팅 북, 난샹 북, 상하이 훙차오(과선), 상하이 서, 상하이. 31개의 역 중 12개의 무배선 역(无配线车站, 승강장이 상하행 본선에만 의존하며, 다른 노선 구성이 없다.)이 있다.
| 후닝 고속철도(沪宁城际铁路) |              |                        |                |          |                        |  |  |  |
|                             |              |                        |                |          |                        |  |  |  |
| 역명(한국어)                | 역명(중국어) | 역명(영어)             | 영업 거리 (km) | 소재지   | 환승가능한 도시철도    |  |  |  |
|                             |              |                        |                |          |                        |  |  |  |
| 난징                        | 南京         | Nanjing                | 0.00           | 난징시   | 난징 지하철 1 3        |  |  |  |
| 셴린                        | 仙林         | Xianlin                |                | 난징시   |                        |  |  |  |
| 바오화산                    | 宝华山       | Baohuashan             |                | 전장시   |                        |  |  |  |
| 전장                        | 镇江         | Zhenjiang              |                | 전장시   |                        |  |  |  |
| 단투                        | 丹徒         | Dantu                  |                | 전장시   |                        |  |  |  |
| 단양                        | 丹阳         | Danyang                |                | 전장시   |                        |  |  |  |
| 창저우                      | 常州         | Changzhou              |                | 창저우시 |                        |  |  |  |
| 치수옌                      | 戚墅堰       | Qishuyan               |                | 창저우시 |                        |  |  |  |
| 후이산                      | 惠山         | Huishan                |                | 우시시   |                        |  |  |  |
| 우시                        | 无锡         | Wuxi                   |                | 우시시   | 우시 지하철 1 3        |  |  |  |
| 우시신구                    | 无锡新区     | Wuxi New Area          |                | 우시시   |                        |  |  |  |
| 쑤저우신구                  | 苏州新区     | Suzhou New District    |                | 쑤저우시 |                        |  |  |  |
| 쑤저우                      | 苏州         | Suzhou                 |                | 쑤저우시 | 쑤저우 지하철 2 4      |  |  |  |
| 쑤저우 원구                 | 苏州园区     | Suzhou Industrial Park |                | 쑤저우시 | 쑤저우 지하철 6 8      |  |  |  |
| 양청호                      | 阳澄湖       | Yangcheng Lake         |                | 쑤저우시 |                        |  |  |  |
| 쿤산난                      | 昆山南       | Kunshan South          |                | 쑤저우시 |                        |  |  |  |
| 화차오                      | 花桥         | Huaqiao                |                | 쑤저우시 |                        |  |  |  |
| 안팅 북                     | 安亭北       | Anting North           |                | 상하이시 |                        |  |  |  |
| 상하이 훙차오               | 上海虹桥     | Shanghai Hongqiao      |                | 상하이시 | 상하이 지하철 2 10 17  |  |  |  |
| 난샹 북                     | 南翔北       | Nanxiang North         |                | 상하이시 |                        |  |  |  |
| 상하이 서                   | 上海西       | Shanghai West          |                | 상하이시 | 상하이 지하철 11 15 20 |  |  |  |
| 상하이                      | 上海         | Shanghai               |                | 상하이시 | 상하이 지하철 1 3 4    |  |  |  |

## 운영
2011년 후닝 도시간 영업이익은 35억6500만 위안이며, 총이익 5억900만 위안, 세후순이익 3억8000만 위안, 승객수 약 6000만 명으로 하루 평균 약 18만 명의 승객이 이용했다. 현재 이 노선은 수익성이 좋아 일부 인기 노선은 역에 도착하기전 미리 표를 예매해야 하고, 좌석이 없어도 매진되는 상황까지 발생하고 있다.

### 차량
후닝 고속철도의 차량은 이전에 보도된 대로 도시간 C문자 열차가 아닌, 고속 G문자 열차를 사용하였으며, 두가지 2등석 요금은 동일하지만, 고속열차 1등석 요금은 도시간 열차보다 훨씬 높고, 특등석 요금의 고속열차도 도시간 열차에 비해 약간 높다.

#### 조정
- 2010년 7월 5일, 상하이 철로국은 7월 11일부터 도시간선 운행도를 조정하여 73/75분 간 직통열차를 현재 2쌍에서 15쌍(이 중 3쌍은 혼잡시간대)으로 늘리겠다고 발표하였으며, 이 중 8시부터 19시까지는 매 홀수 시간 정각에 73분 소요되는 상하이 훙차오역·난징역 직통열차가, 매 짝수 시간 정각에 75분 소요되는 상하이역·난징역 간 직통열차가 운행된다. 또 출퇴근 시간인 9:30, 13:30, 15:30에 73분 소요되는 상하이 훙차오역·난징역간 직통열차가 운행되며, 다른 열차들도 서로 다른 정도의 미세조정을 하였다.[10]
- 2010년 7월 12일, 난징·상하이 간 직통열차가 추가되었다(현재 후닝고속철이 운행하는 차편중 난징·상하이 직통열차는 없다).
- 2010년 8월 12일, 대부분의 직통열차가 상하이 역으로 이동하였고, 훙차오 역에는 소량의 열차만 남았다.

아울러, 징후 침대 열차를 훙차오역 시발로 바꾸고, 징항 침대 열차 D309/310차는 원래의 후닝선, 펑황 연락선, 후쿤선 운행에서 후닝고속선, 훙치선, 후쿤선 운행으로 변경하였다.
- 전국철도에서 운행도를 조정할 때 이 노선은 열차 정차역과 차편을 조정한다.

## 사고
2018년 5월 23일 오후 1시 후닝 고속철도 후이산~우시 구간에 있는 채소 온실의 그늘천이 강한 바람에 날려 선로 접촉망에 휘감겨 구간 선로가 정전되고 열차 운행이 지연됐다. 사고 직후 우시 역은 비상 매뉴얼을 가동해 사고 구간을 보수했다. 오후 3시 20분경 접촉망 이물질 처리가 끝나 선로가 복구됐다.

## 단거리 열차 연혁

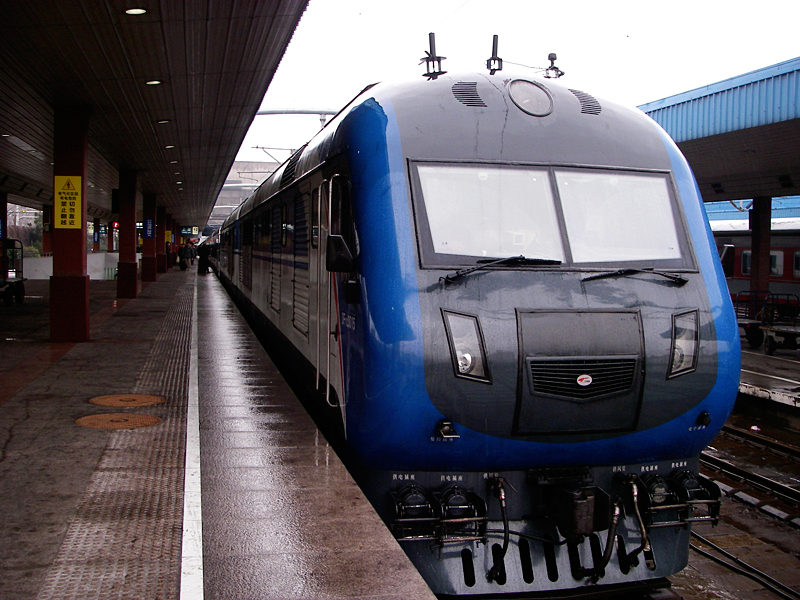
2007년 3월, 상하이 역에서 대기중인 난징 행 T706차 열차

- 1996년 4월 1일, 상하이와 난징을 왕복하는 “선행호(先行号)” 열차가 운행을 시작하여, 소요시간이 2시간 48분으로, 당시 후닝선에서 가장 빠른 속도로 운행하던 유1, 유2차 특급열차보다 1시간 11분 더 빨리 도착했다.[12]
- 1999년 10월, 신서광호(新曙光号)가 후닝선에서 영업 운행을 시작했다.
- 2002년부터 후닝 철도는 “도시간 열차(城际列车)” 개념을 내세워, 주로 난징-항저우 왕복 T701/6, 난징-닝보 왕복 T711/4, 상하이-퉁링 왕복 T708/5, T706/7, 상하이와 난징을 왕복하는 여러 열차를 운행하기 시작했다.
- 2003년 6월 이후, 일부 고속선 열차는 봄바디어 차량으로 변환되었다.
- 2004년 고속화 후, 신서광호(新曙光号)는 다시 운행에 들어갔으며, 난징-상하이의 운행시간을 2시간 40분으로 줄였고, 절대다수의 후닝선 열차는 봄바디어 차량을 이용해 양저우-상하이를 왕복 운행했다.
- 2007년 고속화 후, 후닝선 전동열차를 추가로 가동했고, 은 차량 운행 팀을 추가로 가동했고, 초기 고속철도 열차는 일부 운행이 중단되었다.
- 2010년 7월 1일, 후닝 고속철도가 개통되었다.
- 2011년 후닝 고속선의 영업 이익은 35억 6500만 위안, 총이익은 5억900만 위안, 순이익 3억8000만 위안, 승객 수는 약 6000만 명, 일일 평균 승객수는 약 18만 명이다. 현재 이 노선은 수익성이 좋아, 일부 인기 역은 미리 표를 예매해야 하고, 좌석이 없어도 매진되는 상황까지 발생하고 있다.[13]